# سيبه
 سيبه   هو اسم قديم (لضيعة كوخرد)  «مركز بلدة كوخرد »  (بالفارسية: مركز بخش كوخرد) ،في اطلال مدينة سيبه الأثرية القديمة يرجع تاريخها إلى ما قبل الإسلام.

## تسميت سيبه
توجد أقوال كثيرة في شأن سبب تسميت كوخرد ب(سيبه) نستخلص من هذه الأقوال مايلي:
- ان قوم من المجوس وهم عبدة النار، جاءوا من أرمينيا إلى هضبة جبال الناخ واستوطنوا في سهولها، وشيدوا البنيان، وبنوا بركا لتخزين مياء الأمطار،آثار هذه البرك موجوده في غرب كوخرد حتى يومنا هذا وهي على شكل المستطيل.

وحفروا الآبار والآفلاج واستصلحوا الأرض للزراعة وبنوا القلاع والحمامات والمعابد والحصون، وكان يفصل السهول عن الهضبة وادٍ يسمى (وادي سيبه) ولأن بيوتهم كانت تقع في بطن الوادي سميت المنطقة بهذا الاسم، وقيل ان كلمة سيبه تعني (السور) الذي كان يحيط بالقلعة، وقيل أيضا انها تعني القلعة نفسها وهي من الأسماء القديمة.
وهناك شجرة معمرة تدعى (كُور امني) نسبتا إلى الذين جاءوا من أرمينيا حيث استظلوا تحتها في بادي الأمر. وهي من الأشجار المعروفة لدى أهل كوخرد حتى يومنا هذا.
- ان قوم من الوثنيون جاءوا من الهند وكانوا يسمونهم (گَور    GAWR)  وهم  « الصاغة » يعملون في صناعة الذهب.

شيدوا بيوتا وقلاعا، وحفروا الآبار ومن آثارهم قليب (جليب) مشهور في كوخرد، وهذا القليب قديم جداً في وادي شموا يرجع تاريخ إلى آلاف السنين ويسمى « قليب عالي »  
بجوار الحمامات كذلك من آثارهم في گِري زامٍردان مقابر ومعابد تقع في الجبال،
و شيدوا قلعة حصينة محاطة بخندق حتى تكون مقرا لزعيمهم،
وقيل أن كبيرهم كان يدعى  سيبه  لذلك سميت المنطقة والقلعة باسم زعيمهم « سيبه »  والله أعلم.
- ان قوم جاءوا من سبأ بعد هدم سد مأرب  واستوطنوا في سهول جبال الناخ وشيدوا بيوتاً وآباراً، وشيدوا قلعة كبيرة ليكون مقراً لكبيرهم، وكانت تسمى  قلعة سيبة   وهي من القلاع القديمة قيل انها عمرت ثلاثة آلاف سنة.

يقولون ان هذه قلعة كانت سليمة حتى أواخر القرن الحادي عشر للهجرة، وفي عامى 1163 و 1192 ضربت كوخرد هزات أرضية قوية الحقت اضرار كبيرة بالقلعة وباقي آثار مدينة سيبه  ، ومن ثم سيل عام 1367 قضت على معظم اجزاء القلعة.
كذلك كانت هناك آثار عديدة من عهد السبئيين تتمثل في المعابد، والحمامات وسراديب تحت الأرض وبرك لحفظ الماء و ألأفلاج  وقنوات مائية مبنية من الحجر والصاروج. وهناك آثار لسوق كبير في وادي شمو يسمى  سوق سيبه.
- والقول الأخير هو الأرجح نسبيا بسبب بعض الأدلة الموجودة وثابتة بأن قوم جاءوا من مأرب بعد هدم سدهم بالسيل، حيث ان قوم سبأ تفرقوا في شتى بقاع الأرض بعد أن فقدوا بساتينهم وحدائقهم ومزارعهم وفقدوا مصدر رزقهم بأنهيار  سد مأرب في مملكة سبأ.

ومن الأدلة الواضحة التي عثر عليها بعض السكان في السنوات الأخيرة في موقع المعبد يرجح صحة هذا القول.
بحيث انهم عثرو بجوار الحمامات قطع صخرية على شكل أعمدة مربعة شبيهة بأعمدة قصر بلقيس  (ملكة سبأ) التي بقايا باقية في مدينة (مأرب في اليمن)، حتى الآن، وهناك أيضا قطعة حجرية أخرى نقشت عليها صورة لقرص الشمس، ومن المعروف أن قوم سبأ كانوا وثنيون ويعبدون الشمس.
و في عام 1367 للهجرة. لما ضرب كوخرد السيل عثر السكان في وادي شموا على مجموعة من الأواني الفخارية والحجرية نقش على بعض منها صورة لقرص الشمس.
و من عادات القبائل والشعوب أن تنقل أسماء مواضعها القديمة إلى منازلها الجديدة إذا ارتحلت عنها، واسم  سيبه أو سيبا   ربما أخذت من كلمة (سبأ) إحياءً لذكرى مملكتهم القديمة (مملكة سبأ).

## وصلات خارجية
- التقسيمات الادارية لمحافظة هرمزغان
- التقسيمات الادارية لمحافظة هرمزغان (بلده كوخرد)